# Третий конгресс Коммунистического интернационала
Третий конгресс Коммунистического Интернационала прошёл в Москве 22 июня — 12 июля 1921 года. Участвовало 605 делегатов от 103-х партий и организаций.

## Обсуждаемые вопросы
Революционные выступления европейского пролетариата в Германии, Австрии, Чехословакии и других странах подтверждали ожидания участников Конгресса на скорую европейскую революцию. Вместе с тем поражения выступлений привели к перелому в революционном движении Европы и стабилизации капиталистической системы в большинстве европейских стран.
В международном положении нашей республики политически приходится считаться с тем фактом, что теперь бесспорно наступило известное равновесие сил, которые вели между собой открытую борьбу с оружием в руках, за господство того или другого руководящего класса, — равновесие между буржуазным обществом, международной буржуазией в целом, с одной стороны, и советской Россией — с другой… (В. И. Ленин)
В этих условиях В. И. Ленин в ряде выступлений на конгрессе критиковал как «центристских», так и «левых» ошибок в мировом коммунистическом движении.
Переход к НЭПу советским экономистом Е.С. Варгой объяснялся так: «Политически потому, что бывшие деревенские бедняки превратились в крестьян-середняков и требовали соответственной экономической политики. Экономически изменение было необходимо потому, что посевная площадь и сбор урожая беспрестанно уменьшались. Государство при всем желании не могло снабдить крестьянина нужными средствами производства фабрикатами для потребления, потому что крупная промышленность парализована».
В ходе съезда проявились разногласия в РКП(б) по тактике партии. В прениях по соответствующему докладу Ленина А. М. Коллонтай выступила с позиции «рабочей оппозиции». Она считала, что укреплять власть Советов нужно в первую очередь путём раскрытия ещё не полностью исчерпанных возможностей рабочего класса, а не через союз рабочего класса с крестьянством, а также за счёт свободы торговли и оживления капиталистических элементов, как предлагал Ленин. Кроме того, «рабочая оппозиция» потребовала большей демократизации внутрипартийной жизни и системы государственного управления. С критикой позиции А. М. Коллонтай на III конгрессе Коминтерна выступили Л. Д. Троцкий, Н. И. Бухарин, К. Радек и Г. Роланд-Гольст, и эту позицию поддержало большинство участников конгресса.
В ходе обсуждения написанных Троцким тезисов о тактике был сформулирован новый лозунг «К массам», понимаемый как «завоевание широких масс пролетариата для идей коммунизма». Лозунг подразумевал необходимость выдвижения европейскими компартиями переходных требований и переход к тактике «единого рабочего фронта». Предпосылками к этому стали, с одной стороны, общее полевение европейского рабочего класса, а с другой — усиление давления со стороны буржуазной реакции.
III конгресс принял решение о создании Международного объединения красных (революционных) профсоюзов, которое должно было бы стать альтернативой «жёлтым» социал-демократическим профсоюзам. Учредительный съезд Профинтерна прошёл в июле 1921 года в Москве.

## Выборы в ИККИ
На этот раз конгресс не выбирал ИККИ напрямую, а решил, что каждая партия пошлёт определённое количество делегатов. РКП(б) — 5 делегатов, 4 партии — по два делегата, 14 партий — по одному делегату, а остальные — по одному делегату с совещательным голосом.
Состав ИККИ:
- Австрия: Франц Коричонер.
- Бельгия: Вар ван Оверстратен.

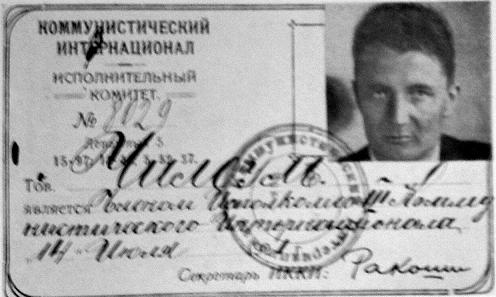
Членский билет Исполкома Коминтерна, принадлежавший Карлу Чильбуму

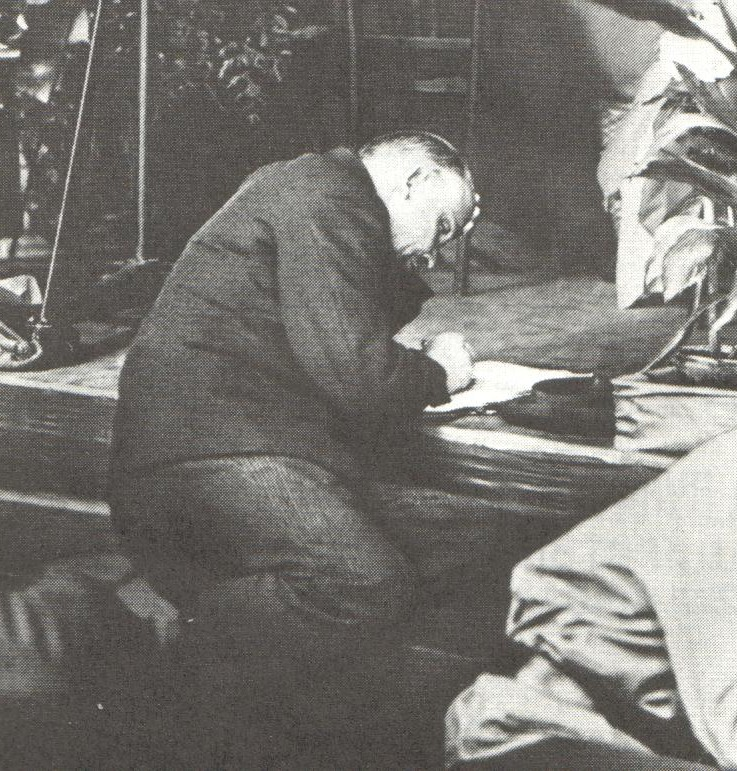
Ленин готовится к выступлению во время работы конгресса

- Болгария: Димитрий Попов (сменён Александром Йордановым).
- Чехословакия: Эдмунд Буриан, Карел Крейбих (сменены Алоисом Нейратом и Богумиром Шмералем).
- Финляндия: Юрьё Сирола (сменён Куллерво Маннером и Отто Куусиненом).
- Франция: Борис Суварин (сменён Люси Лейсяг fr:Lucie Leiciague и Артуром Генриет fr:Arthur Henriet).
- Германия: Фриц Хеккерт, Пауль Фрёлих (сменены Гуго Эберлейном и Кларой Цеткин).
- Великобритания: Том Белл.
- Голландия: Ян Янсен
- Италия: Умберто Террачини, Эджидио Дженнари.
- Латвия: Пётр Стучка.
- Норвегия: Олав Шефло.
- Польша: Н. Глинский (сменён Эдвардом Прухняком).
- Румыния: Александр Бадулеску[4] (Элек Кёблёш).
- Россия: Николай Бухарин, Владимир Ленин, Карл Радек, Лев Троцкий, Григорий Зиновьев.
- Испания: Рамон Мерино-Грасиа (исп. Ramón Merino-Gracia[5]).
- Иран: Сеид Джафар Пишевари.
- Швеция: Карл Чильбум.
- Швейцария: Эмиль Арнольд (заменён Жюлем Эмбер-Дро).
- Украина: Александр Шумский (временно).
- США: Оскар Тивердуцкий (англ. Oscar Tyverovsky [«Baldwin»]) (сменён Максом Бедахтом (en:Max Bedacht); затем Людвигом Каттерфельдом; затем Джеймсом Кэнноном).
- Югославия: Сима Маркович.
- КИМ: Вилли Мюнценберг, Янош Лекаи (венг. Lékai János[6]) (сменён Рихардом Шюллером (Richard Schüller)[7].

С совещательным голосом
- Азербайджан: Газанфар Мусабеков;
- Грузия: Миха Цхакая;
- Литва: Зигмас Ангаретис;
- Люксембург: Ян Янсен;
- Персия: Аветис Султан-заде;
- Эстония: Ханс Пегельман;
- Дания: Оге Йоргенсен[8];
- Индия: Манабендра Натх Рой;
- Греция: Димитриу;
- Южная Африка: Давид Джонс;
- Корея: Нам Ман Чхун;
- Мексика: Эвелин Рой;
- Армения: Сергей Кашьян;
- Австралия: П. Фриман;
- Китай: Чжан Кай.

ИККИ выбрал президиум из восьми человек, в который входили Григорий Зиновьев, Карл Радек, Николай Бухарин, Фриц Хеккерт (Германия), Борис Суварин (Франция), Эджидио Дженнари (Италия), Бела Кун и Жюль Эмбер-Дро (Швейцария). Был выбран секретариат из трёх человек: Отто Куусинена, Матьяша Ракоши и Жюля Эмбер-Дро.